# کاوشگر فرابنفش بین‌المللی
کاوشگر فرابنفش بین‌المللی (انگلیسی: International Ultraviolet Explorer) رصدخانه اخترشناسی ماهواره‌ای بود که با هدف طیف الکترومغناطیسی فرابنفش طراحی شد. این ماهواره پروژه‌ای مشترک بین ناسا، بریتانیا، شورای پژوهش علم و مهندسی و آژانس فضایی اروپا بود. این پروژه نخستین بار در اوایل سال ۱۹۶۴ توسط گروهی از دانشمندان بریتانیایی پیشنهاد شد و در ۲۶ ژانویه ۱۹۷۸ توسط موشک‌های سری دلتا متعلق به ناسا به فضا پرتاب شد. زمان مأموریت این کاوشگر در ابتدا به مدت سه سال برنامه‌ریزی شده بود ولی در نهایت این مأموریت ۱۸ سال و تا تعطیلی پروژه در سال ۱۹۹۶ به طول انجامید. تعطیل‌شدن برنامه به‌دلیل مشکلات مالی بود و تلسکوپ بدون مشکل قادر به فعالیت بود.
کاوشگر فرابنفش بین‌المللی نخستین رصدخانه فضایی بود که همزمان توسط اخترشناسان در ایستگاه‌های زمینی واقع در ایالات متحده آمریکا و اروپا می‌شد. اخترشناسان با استفاده از این کاوشگر بیش از ۱۰۴۰۰۰ رصد از اهدافی شامل اجسام واقع در منظومه شمسی تا اختروش‌های دوردست را انجام دادند. از میان یافته‌های علمی مهم این کاوشگر می‌توان نخستین مطالعات بزرگ‌مقیاس از بادهای ستاره‌ای، اندازه‌گیری دقیق از چگونگی جذب نور توسط غبار کیهانی و اندازه‌گیری ابرنواختر اس‌ان ۱۹۸۷ای را نام برد.